# 강당초등학교 부남분교
강당초등학교 부남분교는 대한민국 충청남도 서산시 부석면 창리 18-2에 있었던 공립 초등학교이다.

## 연혁
- 1967. 7. 5. : 강당국민학교 창리분실 개교
- 1968. 1. 4. : 강당국민학교 부남분교장 승격
- 1996. 3. 1. : 강당초등학교 부남분교로 개정
- 1999. 9. 1. : 강당초등학교 부남분교 폐교